# Certain Fury 84

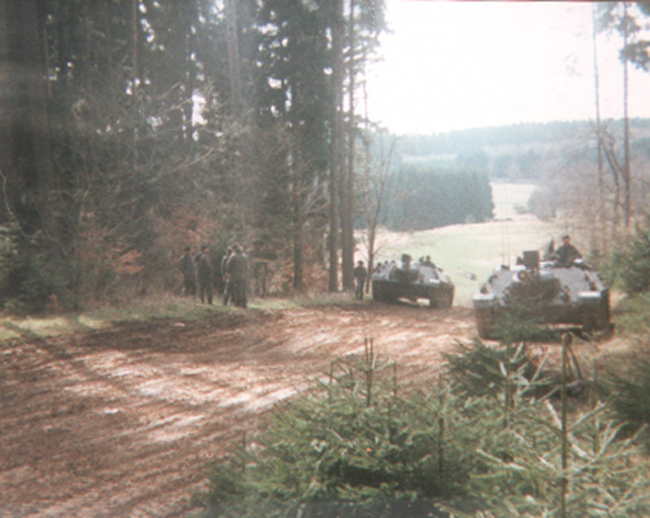
Panzerjägerzug der Bundeswehr während der Übung Certain Fury 84

Certain Fury 84 (deutsch Untrügliche Wut) / REFORGER 84 war ein deutsch-US-amerikanisches FTX-Militärmanöver in Baden-Württemberg und Bayern. Es fand im Herbst 1984 mit rund 40.000 NATO-Soldaten statt. Die Übung fand parallel zum Großmanöver Spearpoint 84 des 1. BR-Korps in der Norddeutschen Tiefebene statt und war Teil der Autumn-Forge-84-Serie.

## Truppengliederung
Die Übungstruppe BLAU setzte sich wie folgt zusammen:
- 1st US-Infantry Division (Forward)
- 72nd US-Field Artillery Brigade
- 3–7th US-Air Defence Artillery Battalion (MIM-23 HAWK)
- 114th Area Support Group
- 7th US-Engineer Combat Brigade, Ludendorff-Kaserne, Kornwestheim

Dazu kamen folgende REFORGER-Truppen BLAU:
- Hauptquartier der 5th US-Infantry Division „Red Devils“ (Mech.), Fort Polk, Louisiana, 9.000 Soldaten
  - 1st Brigade
  - 2nd Brigade
- 224th Engineer Battalion (ARNG – Army National Guard), Iowa
- 2nd Ranger Battalion / 75th US Infantry Regiment, Fort Louis, Washington
- 280th Signal Battalion (ARNG), Delaware
- F-Company, 425th Infantry Battalion (ARNG), Michigan
- 372nd Engineer Group (USAR – US Army Reserve), Iowa
- 385th Engineer Group
- 332nd General Hospital (USAR)
- 38 ARNG Einheiten

ORANGE gliederte sich wie folgt:
- 3rd US Infantry Division (Mech)
  - 1/64th Armored Regiment
  - 3/64th Armored Regiment
- 2nd US-Armored Cavalry Regiment
- 6–10th Field Artillery Battalion
- 6–52nd Air Defence Artillery Battalion (MIM-23 HAWK)
- 385th Engineer Group

Des Weiteren waren die 11th US-Aviation Group aus Hessental, Territorialkommando Süd und das 2./ Feldjägerbataillon 750 aus Stuttgart dabei. Leitungs- und Schiedsrichterdienst stellte die 8th US-Infantry Division.

## Umfang
Certain Fury 84 fand unter Übungsleitung des VII. US-Korps vom 10. bis zum 30. Oktober 1984 im Raum Würzburg, Wertheim, Schwäbisch Hall, Aalen, Ulm, Augsburg, Schrobenhausen, Treuchtlingen und Ansbach statt. Insgesamt nahmen 40.000 Soldaten und 2750 Kettenfahrzeuge, davon 1500 Kampfpanzer, nahmen daran teil. Daneben kamen 470 Hubschrauber zum Einsatz.

## Ablauf
Als Flughäfen für den REFORGER-Aufmarsch dienten Mönchengladbach, Giebelstadt, Niederstetten, Rhein-Main Air Base Frankfurt und Brüssel. Dazu wurden 16.000 US-Soldaten aus den USA eingeflogen und zusätzlich 51.000 Tonnen Material an europäische Häfen verschifft. Aufmarschgebiet war Tauberbischofsheim über den Bahnhof, die A81, Lauda-Königshofen, Boxberg, Bad Mergentheim und Niederstetten. Als Aufmarschroute der Übungstruppen diente die Taubertalstraße via Rothenburg, Feuchtwangen, Nördlingen und die B290 in den Raum Aalen.
Die Manöverzentrale lag in den McKee Barracks von Crailsheim. Ballungsraum war das Gebiet um Schwäbisch Hall, Crailsheim, Rothenburg ob der Tauber, Neu-Ulm und Nördlingen. Der Aufmarsch begann am 10. September. Am 12. September war der offizielle Übungsbeginn, der wegen der schlechten Wetterlage um einen Tag verschoben worden war. Die Übung endete am 28. September mit einem Gefechtsschießen auf dem Truppenübungsplatz Grafenwöhr; der Rückmarsch erfolgte am 30. Oktober 1984. Geübt wurde nach dem AirLand-Battle-Konzept mit der Absicht, gegen Übungsende den gedachten Grenzverlauf für BLAU wiederherzustellen.
Brückenschläge über die Donau fanden bei Dillingen, Donauwörth, Hochstadt und Marxheim mittels Ribbon-Pionierbrücken statt. Die Luftunterstützung der Bodenoffensive erfolgte im Rahmen von Cold Fire 84. Als Neuerung kam der M2 Bradley erstmals zum Einsatz. In Bieberehren bei Würzburg kam es zu einem fatalen Unglück mit einem Tanklastzug. Friedensaktivisten planten Manöverbehinderungen gegen Certain Fury 84, realisierten jedoch lediglich einen „Spaziergang“ auf dem Truppenübungsplatz Wildflecken.

## Medien
- Die großen Übungen der Bundeswehr 2. DVD. Breucom-Medien, 2011, ISBN 978-3-940433-33-6.